# 江本城幸
江本 城幸（えもと じょうこう、1966年4月9日 - ）は、富山県出身の元サッカー選手、サッカー指導者。現役時代のポジションはフォワード。

## 来歴
富山県富山市の出身で、小学6年時に岩瀬少年団の一員として全日本少年サッカー大会に出場し優秀選手に選出された。
中学から高校にかけて郷里の富山を離れて静岡県にサッカー留学。東海大学第一高校では2学年上に行徳浩二、同期に郷司弘和、1学年下に杉本雅央や山田泰寛らがいる。1年時には日本ジュニアユース代表に選ばれ、シンガポールで開催されたライオンシティカップ（16歳以下の国際大会）に出場した。高校選手権は1年時と3年時の静岡県予選で決勝進出を果たすも、1年時は清水東高校に、3年時は藤枝東高校に敗れたため出場はならなかった。
順天堂大学時代には大学選手権二連覇（1987年、1988年）、総理大臣杯優勝（1987年）に貢献。4年時の関東大学リーグでは得点王となった。
1989年に日本サッカーリーグ2部の住友金属（現在の鹿島アントラーズ）に加入。1992年、プロ化により住金が鹿島アントラーズへ移行した後も在籍したが、1993年のJリーグ開幕前に退団した。
鹿島を退団後は、国民体育大会に向けて強化が進めていた福島県に招かれて、福島FCに加入すると1995年10月の国体成年の部で優勝。福島を退団後はFCプリメーロの選手としてプレーを続け、福島県代表として天皇杯などに出場した。
選手として活動する一方、1990年代半ばには郡山高校の教員を務めると共にサッカー部のコーチを務めた。玉川村教育委員会を経て、2000年に郡山高校に戻ると監督として第79回全国高等学校サッカー選手権大会に出場した。その後異動し、会津工業高校や会津第二高校の監督や体育教師を務めている。

## 所属クラブ
- 岩瀬少年団[2]
- 清水市立清水第七中学校[14]
- 東海大学第一高等学校
- 順天堂大学
- 1989年-1992年 住友金属/鹿島アントラーズ
- 1993年-1995年 福島FC
- 1996年-2000年 FCプリメーロ

## 個人成績
| 国内大会個人成績 | 国内大会個人成績 | 国内大会個人成績 | 国内大会個人成績 | 国内大会個人成績 | 国内大会個人成績 | 国内大会個人成績 | 国内大会個人成績 | 国内大会個人成績 | 国内大会個人成績 | 国内大会個人成績 | 国内大会個人成績 |
| 年度             | クラブ           | 背番号           | リーグ           | リーグ戦         | リーグ戦         | リーグ杯         | リーグ杯         | オープン杯       | オープン杯       | 期間通算         | 期間通算         |
| 年度             | クラブ           | 背番号           | リーグ           | 出場             | 得点             | 出場             | 得点             | 出場             | 得点             | 出場             | 得点             |
| 日本             | 日本             | 日本             | 日本             | リーグ戦         | リーグ戦         | JSL杯/ナビスコ杯 | JSL杯/ナビスコ杯 | 天皇杯           | 天皇杯           | 期間通算         | 期間通算         |
| ---------------- | ---------------- | ---------------- | ---------------- | ---------------- | ---------------- | ---------------- | ---------------- | ---------------- | ---------------- | ---------------- | ---------------- |
| 1989-90          | 住金             |                  | JSL2部           | 16               | 9                | 1                | 0                |                  |                  |                  |                  |
| 1990-91          | 住金             | 10               | JSL2部           | 13               | 1                | 2                | 0                |                  |                  |                  |                  |
| 1991-92          | 住金             | 9                | JSL2部           | 1                | 0                | 0                | 0                |                  |                  |                  |                  |
| 1992             | 鹿島             | -                | J                | -                | -                | 0                | 0                | 0                | 0                | 0                | 0                |
| 1993             | 福島FC           |                  | 東北             |                  |                  | -                | -                |                  |                  |                  |                  |
| 1994             | 福島FC           |                  | 東北             |                  |                  | -                | -                |                  |                  |                  |                  |
| 1995             | 福島FC           | 10               | 旧JFL            |                  |                  | -                | -                |                  |                  |                  |                  |
| 1996             | プリメーロ       |                  | 福島県1部        |                  |                  | -                | -                |                  |                  |                  |                  |
| 1997             | プリメーロ       |                  | 福島県1部        |                  |                  | -                | -                |                  |                  |                  |                  |
| 1998             | プリメーロ       |                  | 東北2部南        |                  |                  | -                | -                |                  |                  |                  |                  |
| 1999             | プリメーロ       |                  | 東北1部          |                  |                  | -                | -                |                  |                  |                  |                  |
| 2000             | プリメーロ       |                  | 東北1部          |                  |                  | -                | -                |                  |                  |                  |                  |
| 通算             | 日本             | 日本             | J                | -                | -                | 0                | 0                | 0                | 0                | 0                | 0                |
| 通算             | 日本             | 日本             | JSL2部           | 30               | 10               | 3                | 0                |                  |                  |                  |                  |
| 通算             | 日本             | 日本             | 旧JFL            |                  |                  | -                | -                |                  |                  |                  |                  |
| 通算             | 日本             | 日本             | 東北1部          |                  |                  | -                | -                |                  |                  |                  |                  |
| 通算             | 日本             | 日本             | 東北2部南        |                  |                  | -                | -                |                  |                  |                  |                  |
| 通算             | 日本             | 日本             | 福島県1部        |                  |                  | -                | -                |                  |                  |                  |                  |
| 総通算           |                  |                  |                  |                  |                  |                  |                  |                  |                  |                  |                  |

- JSL（2部）初出場：1989年8月5日 対三菱重工戦（三菱重工業調布グラウンド）
- JSL（2部）初得点：1989年9月2日 対NTT関東戦（住友金属鹿島総合グラウンド）